# Щамали
Щама́ли (рос. Щамалы, чув. Щамал) — присілок у складі Маріїнсько-Посадського району Чувашії, Росія. Входить до складу Аксарінського сільського поселення.
Населення — 56 осіб (2010; 71 у 2002).
Національний склад:
- чуваші — 97 %